# Jamnaja-Kultur
Die Jamnaja-Kultur ([ˈjamnaja], aus russisch Я́мная культу́ра, ukrainisch Ямна культура, englisch Yamnaya culture; traditionell deutsch Grubengrab- oder Ockergrab-Kultur, englisch Pit grave culture) ist eine osteuropäische archäologische Kultur der späten Kupferzeit und frühen Bronzezeit im Gebiet um die Flüsse Dnister, Bug und Ural in der pontischen Steppe. Hermann Parzinger datierte sie (2006) auf 3600 bis 2500 v. Chr. Die Jamnaja-Kultur wird von Marija Gimbutas und anderen (in der Folge) als ein wichtiger Teil des Komplexes „Kurgan-Kultur“ bezeichnet.

## Etymologie der Bezeichnungen
Die herkömmlichen Bezeichnungen deutsch Grubengrabkultur und englisch Pit grave culture sind beide Übertragungen der russischen Bezeichnung Я́мная культу́ра, die einen Sinn nur im unmittelbaren Kontext der Grabstrukturen der anderen Kurgan-Kultur, der Katakombengrab-Kultur, ergeben. Auf Grund der verbreiteten Arbeiten von James Mallory (1997) und David Anthony (2007) setzt sich Jamnaja-Kultur (oder gar das denglische Yamnaya Kultur) immer mehr durch, womit zugleich das Verbreitungsgebiet ersichtlich wird. Russisch я́ма (jáma), aus urslawisch *jàma ‚Grube‘, geht nach Pokorny (1959) mit ähnlichen griechischen Bezeichnungen auf eine indogermanische Wurzel *i̯am ‚graben, aufgraben‘ zurück.

## Entstehung
Westlich der Wolga geht der Grubengrabkultur die Dnepr-Don-Kultur (etwa 5000–4000 v. Chr.) voraus, im mittleren Wolga-Gebiet der Repin-Hvalynsk-Komplex, nach Anthony (2007) direkter Vorläufer des, wie er formuliert, „Yamnaya horizon“. Parzinger nimmt ohne ins Einzelne gehende Differenzierung eine Genese aus „verschiedenen regionalen Gruppen“ der Kupferzeit an.

Animierte Karte des vermuteten Ursprungsgebietes der Jamnaja-Kultur und ihre Ausbreitung bzw. ethnische Assimilation[5][6][7]
Ausdehnung der Kulturen 3200–2300 v. Chr. mit den Schnurkeramikern, Kugelamphoren-Kultur und Badener Kultur
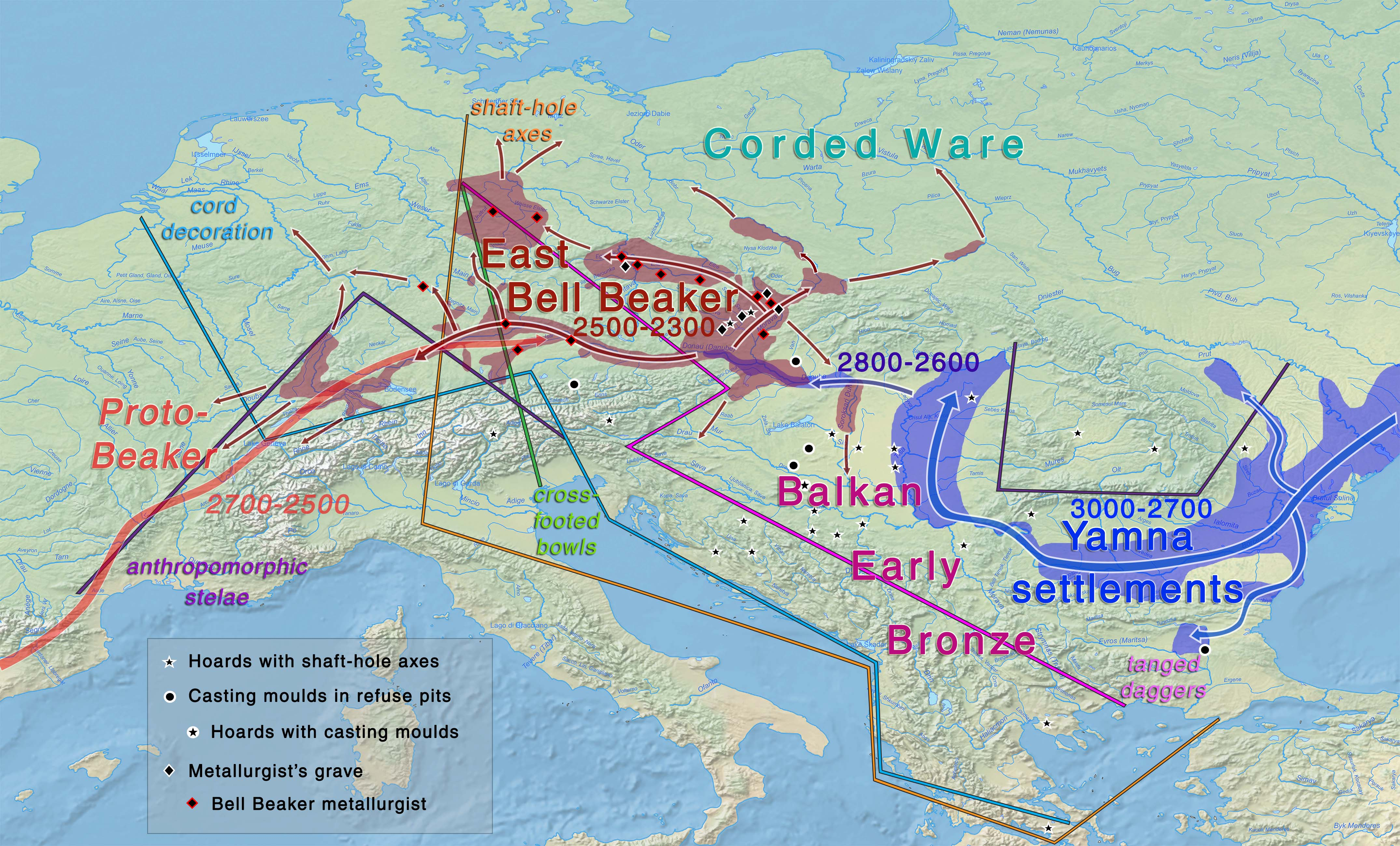
Hypothetische Migrationswege der Yamnaja-Kultur in Beziehung zu Glockenbecher-Kultur (engl. Bell Beaker culture) und Schnurkeramik-Kultur (engl. Corded Ware culture) mit den entsprechenden Zeitangaben
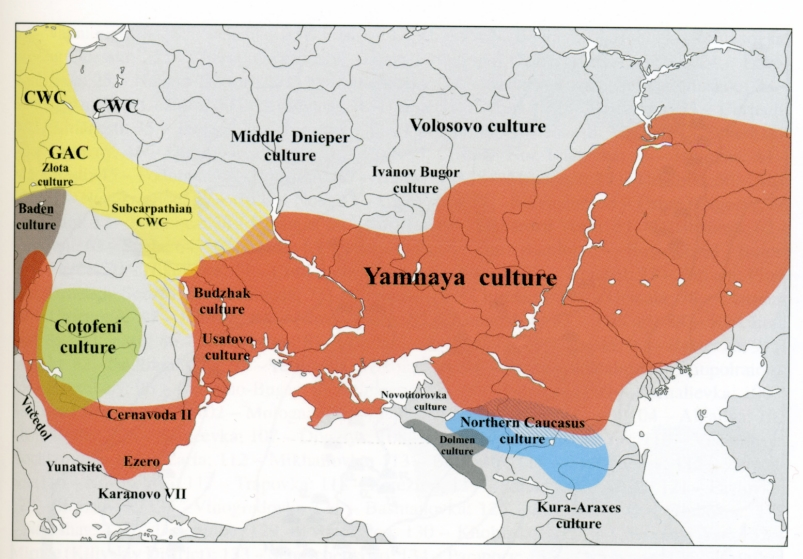
Größte Ausbreitung der Jamnaja-Kultur in ost-westlicher Richtung in Eurasien. Ca. 3500 v. Chr. Ursprünge der Ussatowe-Kultur, 3400 v. Chr. Ursprünge von Jamnaja, ca. 3400-3200 v. Chr. weitere Ausbreitung der Jamnaja über die pontisch-kaspische Steppe; ca. 3000 v. Chr. Ende der Cucuteni-Tripolje-Kultur und die Immigration der Jamnaja-Kultur in den Schnurkeramiker-Bereich über die Kontaktzone östlich der Karpaten; 3100-2600 v. Chr. die Jamnaja-Ausdehnung ins Donautal

## Ausbreitung und Identität
Marija Gimbutas (1970) identifizierte die Jamnaja-Kultur in ihrer Kurgan-Hypothese als Kandidaten für die Urheimat der indogermanischen Sprachen, zusammen mit der davorliegenden Sredny-Stog-Kultur am mittleren Dnepr und der Chwalynsk-Kultur an der mittleren Wolga. Dieser Auffassung folgt u. a. David W. Anthony unter anderem mit dem Argument der linguistisch belegten langdauernden Kontakte der indogermanischen mit den uralischen Sprachen.
Eine genetische Analyse von Haak u. a. (2015) untermauert diese These. Demnach beträgt der genetische Jamnaja-Anteil bei den Schnurkeramikern 75 %. Allentoft u. a. (2015) schließen, dass es in der osteuropäischen Bronzezeit massive Migrationen aus der Jamnaja-Kultur gab, davon eine in nordwestlicher Richtung, also nach Nordeuropa, und eine gen Osten nach Sibirien. Bei der Nordwest-Migration wurde ein signifikanter genetischer Austausch der bereits ansässigen Bevölkerung festgestellt. Bei der Ost-Migration schließt man auf Vorfahren der Tocharer, die sich zuerst als Afanassjewo-Kultur im Altaigebiet etablierten, von dort ausbreiteten und wesentlich später ins Tarimbecken migrierten, sowie später anderer östlicher Indogermanen – der frühen Sprecher indoiranischer Sprachformen, die sich zuerst als Sintaschta-Kultur im südlichen Ural etablierten, sich von dort später als Andronowo-Kultur über westlichere Teile Mittelasiens ausbreiteten und schließlich in mehreren Gruppen ins Hochland von Iran und Nordindien einwanderten.
Genetische Untersuchungen von menschlichen Überresten aus mesolithischen bis frühbronzezeitlichen Perioden deuten darauf hin, dass Träger der Jamnaja-Kultur ein erhöhtes Risiko an Multipler Sklerose hatten und dieses nach Europa brachten. Dies könnte dieser Hirtenkultur erhöhten Schutz gegen Krankheitserreger bei Haustieren gegeben haben, aber auch ein erhöhtes Risiko dieser Autoimmunerkrankung.
Der Jamnajakultur folgten im Westen die Katakombengrab-Kultur, im Osten die Poltavka-Kultur und die Srubna-Kultur.

## Jamnaja-Kultur und die frühe Verbreitung der Pest
Die ältesten Nachweise des Pesterregers Yersinia pestis stammen von bis zu 5000 Jahre alten Skeletten aus der pontischen Steppe.
Die Pest betraf bereits spätneolithische Gesellschaften, ihr Erreger ließ sich in einem Zeitraum „von vor 4800 bis etwa vor 3800 Jahren in Skeletten aus ganz Europa nachweisen“. Kristian Kristiansen (2018) zeigte in seinen paläogenetischen Analysen, dass vor etwa 5.000 Jahren sich nicht nur die Kultur in Mitteleuropa wandelte, sondern auch die genetische Zusammensetzung der Bevölkerung. Das Genom der Schnurkeramiker wies zahlreiche Entsprechungen mit genetischen Merkmalen der Jamnaja auf. Eine Hypothese, wie sich Genmerkmale aus der Jamnaja-Kultur in der mitteleuropäischen Bevölkerung durchsetzen konnten, wären eingeschleppte Seuchen, hier speziell die Pest.
Denn etwa um die Zeit der Jamnaja-Einwanderung, so weitere genetische Studien, sank die Bevölkerungsdichte unter den jungsteinzeitlichen Bauern in Mitteleuropa deutlich ab, wodurch die Steppennomaden große Areale vorfanden, die nur eine geringe Siedlungsdichte aufwiesen.
Dabei unterschied sich das Genom der frühen Peststämme von späteren Varianten.
Die Yersinia-pestis-Genome der frühen Epochen zeigten eine ausgestorbene Variante des Erregers, die auf das späte Neolithikum und die frühe Bronzezeit datiert werden konnte. Die Genome jener frühen Varianten sind in ihren genetischen Merkmalen mit den späteren Pesterregern nicht völlig identisch, so fehlt ihnen ein Gen, das für die Übertragung des Pesterregers durch Flöhe notwendig ist.
Ein direkter Kontakt von Mensch zu Mensch (Tröpfcheninfektion), wie zur Zeit der Jamnaja-Kultur, war nun nicht mehr nötig, vielmehr konnte er zeitlich und räumlich verzögert von Mensch zu Floh zu Mensch übertragen werden. Gleichwohl konnten auch die frühen Erregerformen die durch Tröpfcheninfektion übertragene, hoch infektiöse Lungenpest auslösen.

## Siedlungsweise und Wirtschaft
Die Kultur war im Wesentlichen nomadisch, mit vereinzelter Landwirtschaft, die in der Nähe von Flüssen und einigen Wallburgen betrieben wurde. Die Siedlungen von Michailovka (II und III) weisen Grubenhäuser auf, in denen die Menschen vor allem im Winter lebten. Ochsenwagen mit Scheibenrädern haben vermutlich auch als Wohnzelte im Sommer gedient.
Grund für die um 3000 v. Chr. einsetzende Wanderung nach Mitteleuropa in das Gebiet der Entstehung der Schnurkeramik-Kultur war vermutlich der Klimawandel des Subboreals, der dauerhaft zu heißeren Sommern führte. Andere Bevölkerungsgruppen wanderten nach Osten und mündeten dort um 1800 v. Chr. in die Andronowo-Kultur ein, die ebenfalls von Viehzucht geprägt war.

### Geoökologische Situation der Jamnaja-Kultur
Dartnell (2018/2019) zeigt die Zusammenhänge zwischen geoökologischen Bedingungen und kultureller Entwicklung auf, die zu einer ausgedehnten Steppenbildung im Zentrum der eurasischen Landmasse führte. Diese eurasische Steppe wird nicht von feuchten maritimen Luftmassen erreicht. Aufgrund des geringen Niederschlages können viele Baumarten sich nicht zu Wäldern formieren, weshalb Grasland die Pflanzenformation dominiert. Dieses Ökologische System begünstigte u. a. die Evolution und Verbreitung von Huftieren (Ungulata).

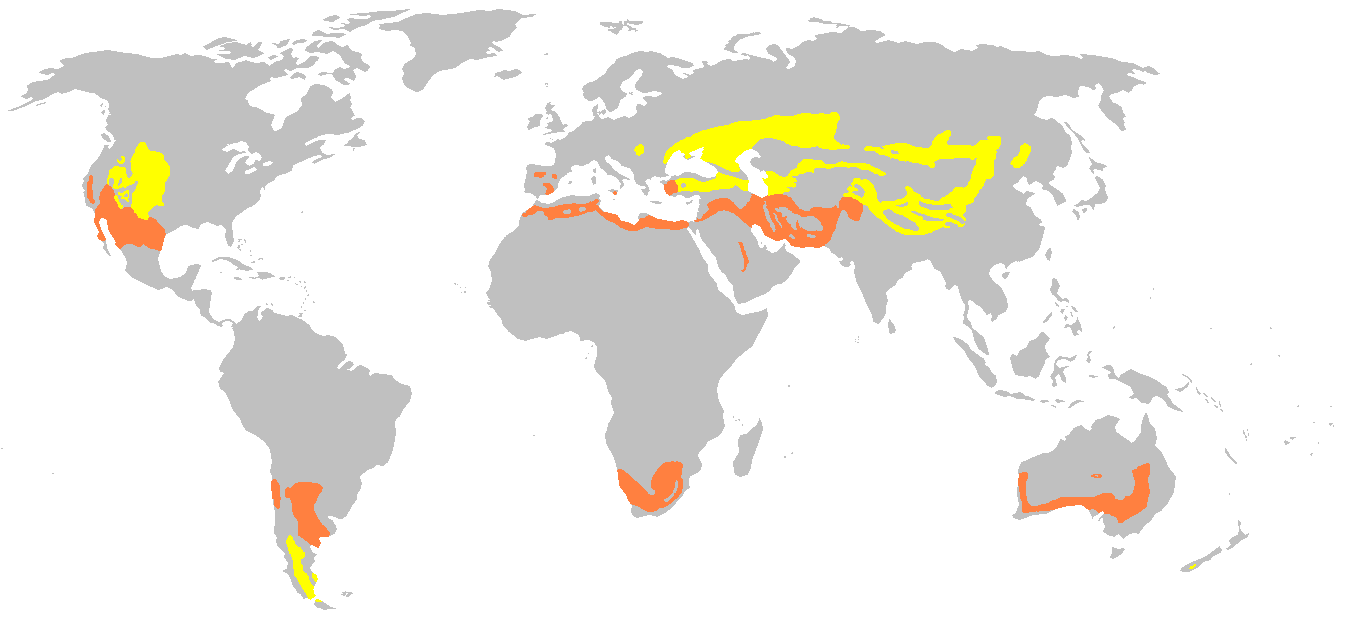
Zwei Steppenformen in Abhängigkeit vom klimatischen Geschehen.
Kühltemperierte Steppen
Subtropische warm temperierte Steppen

Die globalen ariden Zonen („Wüstenband“) werden durch trockene, absteigende Luftströme (Zenitalniederschläge, Innertropische Konvergenzzone) erzeugt; sie liegen etwa auf dem 30° Breitengrad der nördlichen und südlichen Hälfte der Erde. Im südöstlichen Eurasien wird dieses den globalen Zirkulationsmustern der Luftmassen folgende „Wüstenband“ durch das saisonale Monsunsystem (Indischer Monsun) prinzipiell unterbrochen. Einen Einfluss hierauf gewinnen aber die mächtigen Gebirgsmassive Hochasiens auf das weitere Klimageschehen nördlich der Bergmassive, also dem Vordringen von feuchtigkeitsgesättigten Luftmassen vom Indischen bzw. Pazifischen Ozean. Durch den Regenschatten-Effekt der Gebirgsmassive verschob sich die aride Zone, im östlichen Eurasien, weiter als gewöhnlich Richtung Norden.
Die eurasischen Steppenräume (Pontische Steppe, Kasachische Steppe, Altai-Steppe und das Mongolisch-Mandschurische Steppengebiet) zeichnen sich im Allgemeinen durch ein stark schwankendes jahreszeitliches Temperaturprofil aus. So folgen auf trocken heiße kontinentale Sommer mit wenigen, aber heftigen Niederschlägen kalte, schneereiche Wintermonate. In diesem Habitat hatten die Unpaarhufer (Perissodactyla) einen selektiven Vorteil. Während Rinder das Gras nur dann abweiden können, wenn es aus der Schneedecke freiliegt, und Schafe nur dann Gras weiden, wenn der gefallene Schnee frisch und weich ist, sind Pferde in der Lage, auch verharschte, verdichtete Schneedecken wegzuscharren, um an die entsprechende Nahrung zu gelangen. Diese Wildpferde wurden von den einzelnen Kulturen zunächst aber nicht als Trag- bzw. Reittiere domestiziert, sondern dienten der Fleischnahrung.

### Bedeutung des Pferdes in der Jamnaja-Kultur
Die Jamnaja ist eine der frühesten bekannten Kulturen, die Pferde nicht nur als Zugtiere, sondern auch zum Reiten nutzten. Die Forscher haben anatomische Veränderungen an fünf zur Jamnaja-Kultur gehörenden Toten identifiziert, nach Radiokarbondatierung zwischen etwa 3000 und 2500 v. Chr. verstorben, die typischerweise durch regelmäßiges Reiten entstehen. Dies belegt, dass Pferde schon relativ kurz nach ihrer Domestikation vor rund 5500 Jahren nicht nur als Lieferanten für Milch und Fleisch genutzt wurden. Auch ließ sich zeigen, dass auf ihrem Rücken erheblich größere Distanzen zurückgelegt wurden, als dies bis dahin möglich war. Es gibt auch Hinweise darauf, dass Pferde in menschlichen Gräbern bestattet wurden und Steinkeulen mit geschnitzten Pferdeköpfen verziert waren. Die Skelette der Jamnaja-Reiter sind zwar noch jünger als die frühesten Beweise des Reitens (Trensenspuren an Pferdeskeletten) aus der Botai-Kultur im heutigen Mittel-Ost-Kasachstan um 3500 v. Chr., aber deutlich älter als die bisher ältesten Beweise des Reitens aus diesem westlichen Teil der eurasischen Steppen. Frühere Vorstellungen, dass die Menschen der Jamnaja-Kultur und selbst noch der durch Migration aus ihr hervorgegangenen späteren Kulturen (Schnurkeramische Kultur, Andronowo-Kultur u. a.) ihre saisonale Mobilität als Viehzüchter im Sommer nur über gezogene Wagen erreichten, sind damit überholt.

## Bestattungen
Für die Kultur sind Kurgane charakteristisch, unter denen der Tote in Rückenlage mit angezogenen Knien bestattet wurde. Die Körper wurden mit Ocker bedeckt. Solche Kurgane enthalten oft Nachbestattungen.
In den Gräbern wurden Knochen von Rindern, Schweinen, Schafen, Ziegen und Pferden gefunden, die auf den Brauch der Mitgabe von Fleisch oder Tieren für das Jenseits hindeuten. Dieser Brauch wurde auch bei späteren indogermanischen Stämmen, wie den Indoiranern, ausgeübt. Auch frühe Überreste von über 100 Wagen werden der Jamnaja-Kultur zugeschrieben.

## Fundstücke
|  |  |  |  |

## Medien
- Elke Kaiser: Migrationen von Ost nach West. Die Archäologie von Wanderungsbewegungen im 3. Jahrtausend v. Chr. Im Rahmen der Ringvorlesung „Migration. Wanderungsbewegungen vom Altertum bis in die Gegenwart“ des Exzellenzclusters Topoi im Sommersemester 2016 an der Freien Universität Berlin youtube.com
- Niobe Thompson, Dennis Wells: Terra X - Die Geschichte von Pferd und Mensch, Produktion im Auftrag des ZDF in Zusammenhang mit arte, 2019